# Pablo Diogo
Pablo Diogo (ur. 18 grudnia 1992 w Campinas) – brazylijski piłkarz występujący na pozycji napastnika.

## Kariera piłkarska
Od 2010 roku występował w Guarani FC, Monte Azul, Oeste, Atlético Mineiro, América, Vegalta Sendai i CRB.